# Ulf Wallgren
Ulf Åke Axel Wallgren, född 26 maj 1954, är en svensk journalist och före detta programledare  på Sveriges Television.
Han var från 1996 programledare för Aktuellt och Rapport. Dessutom har han arbetat på SVT 24. Dessförinnan var han reporter, redaktör och programledare på de regionala nyhetsprogrammen ABC och Tvärsnytt. Tidigare arbetade han på SR Gävleborg och tidningen Ljusnan. Ulf Wallgren har också medverkat som nyhetsuppläsare i filmerna Sprängaren (2001) och Paradiset (2003) samt tv-serien Jordskott. 1 januari 2017 lämnade han sin tjänst på SVT för att bli yogalärare.